# 复兴西路
复兴西路是中國上海市徐汇区北部的一条街道。东西走向，东起淮海中路接复兴中路，西至华山路。全长1,043米，宽18.5米。
复兴西路原名白赛仲路（法語：Route Gustave de Boissezon），1914年法租界公董局辟筑，以法租界公董局总工程师名命名。1943年汪精卫政权接收上海法租界时改名西大兴路。1945年改名复兴西路。

## 文物保护单位、近代历史建筑
- 复兴西路19号住宅，徐汇区文物保护点[1]
- 复兴西路24号 麦琪公寓，第三批上海市优秀历史建筑、徐汇区登记不可移动文物
- 皮佛华公寓	复兴西路30弄12号，徐汇区文物保护点
- 复兴西路34号 会乐精舍，第二批上海市优秀历史建筑、徐汇区登记不可移动文物
- 复兴西路44弄2号 玫瑰别墅 徐汇区登记不可移动文物
- 复兴西路45号花园住宅，徐汇区文物保护点
- 复兴西路62号 修道院公寓，第一批上海市优秀历史建筑、上海市文物保护单位
- 复兴西路63号花园住宅，徐汇区文物保护点
- 复兴西路140号住宅，徐汇区文物保护点
- 柯灵旧居，复兴西路147号，徐汇区登记不可移动文物
- 复兴西路193号 威爾金遜住宅（Wilkinson's Residence），上海市房地产科学研究院，第三批上海市优秀历史建筑、徐汇区登记不可移动文物
- 复兴西路199号花园住宅徐汇区文物保护点
- 高逖公寓（复兴西路271号）徐汇区文物保护点

## 交会道路（东向西）
- 淮海中路
- 乌鲁木齐中路
- 永福路
- 武康路
- 高邮路
- 华山路

## 图片集

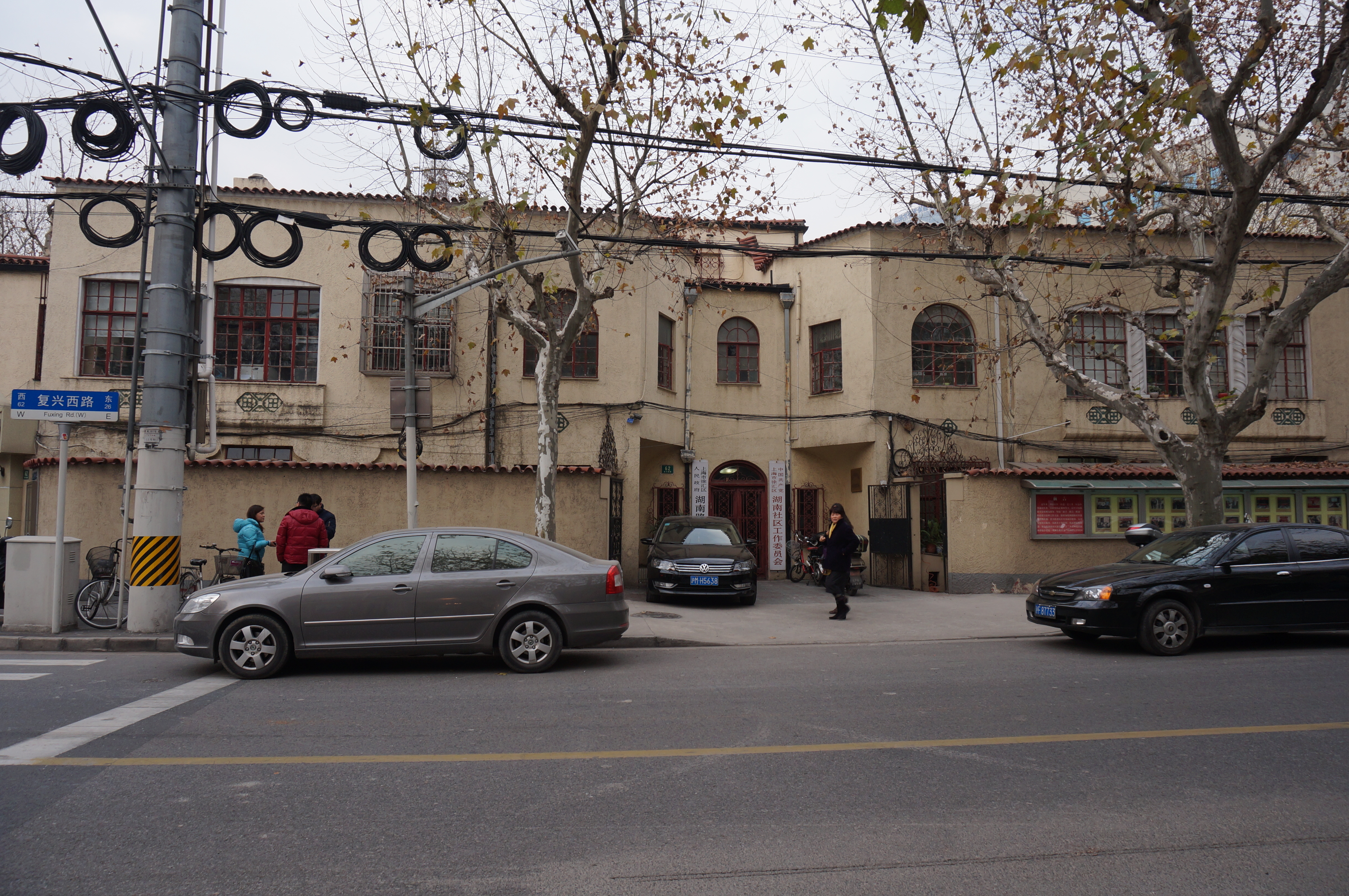
修道院公寓
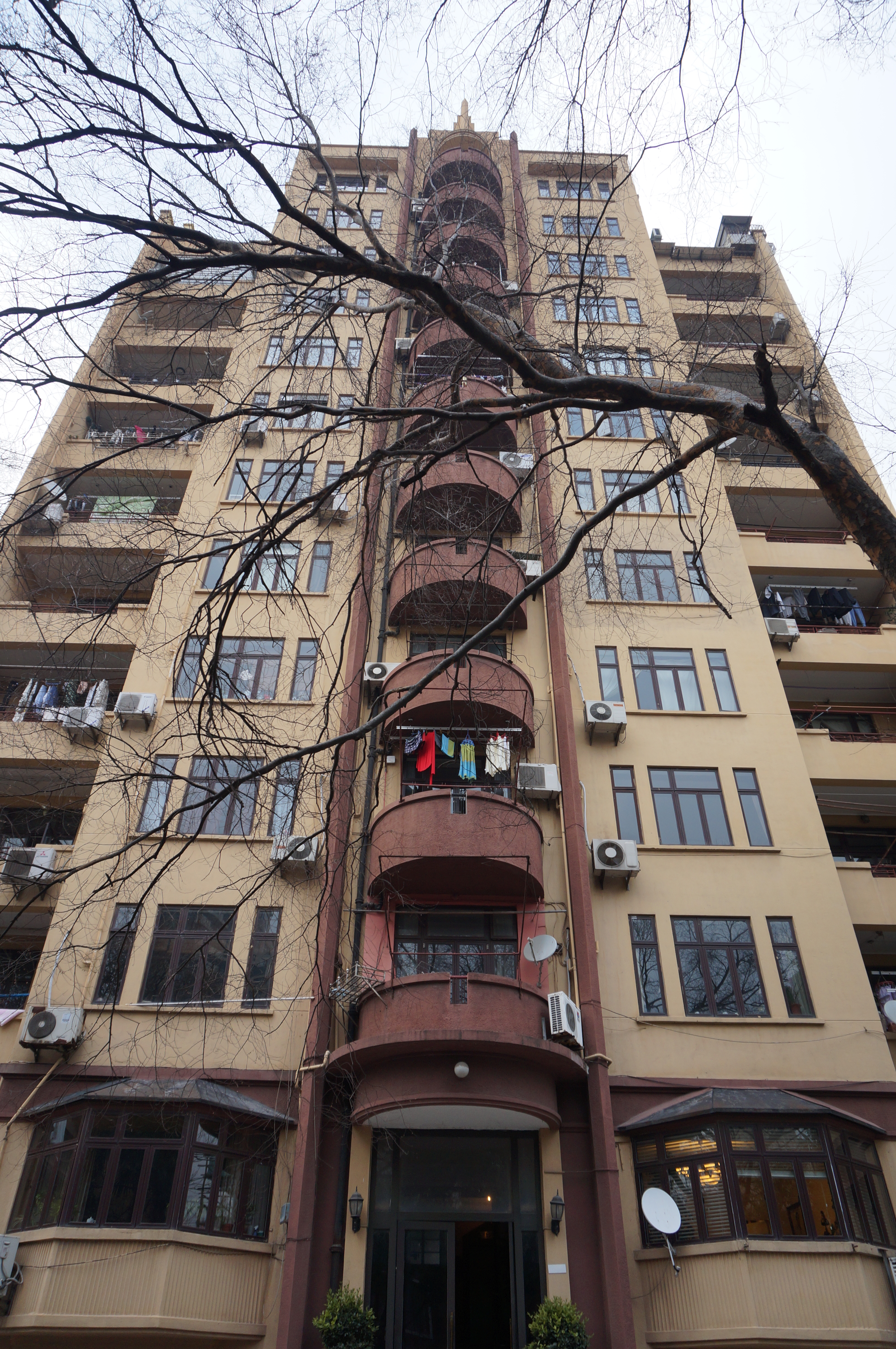
会乐精舍
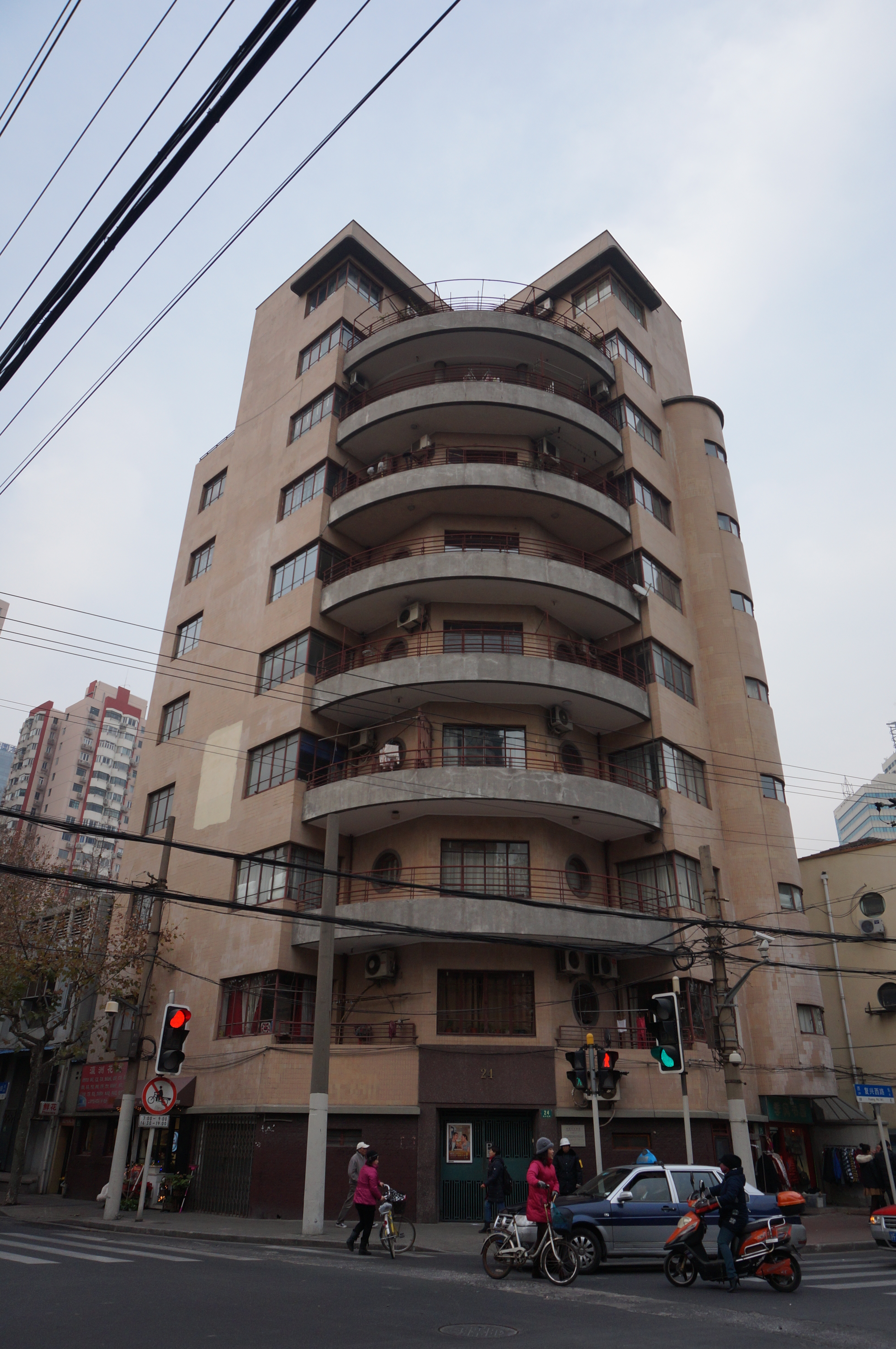
麦琪公寓